# Charles-Marie de La Roncière
Pour les articles homonymes, voir La Roncière.
Ne doit pas être confondu avec Charles de La Roncière.
Charles-Marie Bourel de La Roncière, né le 8 août 1929, est un historien français.

## Biographie
Docteur ès lettres (1977), Charles-Marie de La Roncière a enseigné l'histoire du Moyen Âge à l'université de Provence.

## Publications
- L'Europe au Moyen-âge (avec Philippe Contamine et Robert Delort, 1969).
- La Place des confréries dans l'encadrement religieux du contado florentin, l'exemple de la Val d'Elsa (1973).
- Un changeur florentin du Trecento : Lippo di Fede del Sega, 1973. Prix Broquette-Gonin 1974.
- Pauvres et pauvreté à Florence au XIVe siècle (1974).
- L'Influence des Franciscains dans la campagne de Florence au XIVe siècle, 1280-1360 (1975).
- La Place des confréries dans l'encadrement religieux du contado florentin : l'exemple de la Val d'Elsa, 1973.
- Religion paysanne et religion urbaine en Toscane, c. 1250-c. 1450, 1994.
- Georges Duby, l'art et l'image, une anthologie (2000).
- « Les concessions pontificales d’indulgences d’Honorius IV à Urbain V (1285-1370) : leur portée pastorale. Jalons pour une enquête », dans Religion et mentalités au Moyen Âge. Mélanges en l'honneur d'Hervé Martin, dir.  Sophie Cassagnes-Brouquet, Amaury Chauou, Daniel Pichot, Lionel Rousselot, Rennes : Presses universitaires de Rennes, 2003, p. 371-378, en ligne.
- Prix et salaires à Florence au XIVe siècle (2016).
- Grégoire, petit paysan du Moyen âge.